# Бройнігвайлер
Бройнігвайлер (нім. Breunigweiler) — громада в Німеччині, розташована в землі Рейнланд-Пфальц. Входить до складу району Доннерсберг. Складова частина об'єднання громад Віннвайлер.
Площа — 3,24 км2. Населення становить 459 ос. (станом на 31 грудня 2020).

## Галерея

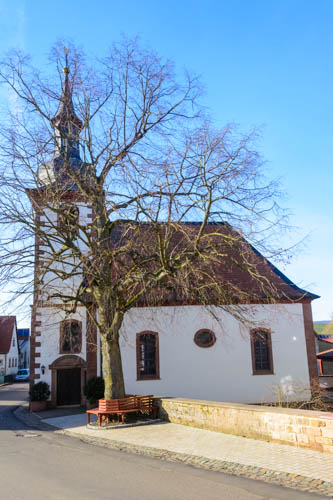